# اندیس آنومالی افراسیاب
آنومالی افراسیاب یک اندیس فلزی است که در حوالی شهر باینجوب استان کردستان قرار دارد و مادهٔ معدنی موجود در آن، طلا است.سنگ میزبان این اندیس آندزیت، بازالت، برش های ولکانیکی است  در این اندیس، پاراژنز‌های اپیدوت، کرومیت یافت می‌شوند.